# Терзян, Товмас Акопович
Товма́с Ако́пович Терзя́н (арм. Թովմաս Հակոբի Թերզյան, 21 октября 1840, Константинополь, Османская империя — 8 февраля 1909, Константинополь, Османская империя) — армянский поэт, драматург, педагог и общественный деятель.
Родился в семье портного. Первоначальное образование получил у Венецианских Мхитаристов. По литературному стилю Терзян больше романтик, язык писателя архаичен. Изначально предпочтение давал грабару, затем писал также на современном армянском. На творчестве Терзяна оказали влияние такие авторы как Байрон, Ламартин, Гюго и др.. Автор главным образом пьес и стихов. Первая пьеса — «Сандухт», написана в 1862 году на историческую тематику. Другие известные пьесы «Иосиф Прекрасный» (1872), «Рипсимэ» (1868), и т. д.. Его перу принадлежат многочисленные переводы. Автор либретто первой армянской оперы  «Аршак II». Преподавал в армянской средней школе «Гетронаган».